# Jarosław Marek Rymkiewicz
Jarosław Marek Rymkiewicz, pierwotne nazwisko Szulc (ur. 13 lipca 1935 w Warszawie, zm. 3 lutego 2022 w Milanówku) – polski poeta, eseista, dramaturg i krytyk literacki, profesor nauk humanistycznych.

## Życiorys
Syn prozaika Władysława Szulca-Rymkiewicza, pochodzenia niemieckiego, i lekarki Hanny z domu Baranowskiej, pochodzenia tatarsko-niemieckiego. Rodzina zmieniła nazwisko Szulc pod wpływem wojennych przeżyć w połowie lat 40. XX w. (nazwisko Rymkiewicz było przedwojennym pseudonimem literackim Władysława Szulca). Po wojnie rodzina jego osiedliła się w Łodzi.
Rodzice poety należeli do Polskiej Zjednoczonej Partii Robotniczej, a on należał do Związku Młodzieży Polskiej. W Łodzi uczęszczał do XXI Liceum Ogólnokształcącego im. Bolesława Prusa, a następnie ukończył filologię polską na Uniwersytecie Łódzkim. Był pracownikiem Instytutu Badań Literackich PAN oraz członkiem Stowarzyszenia Pisarzy Polskich. W 1964 r. podpisał list pisarzy polskich, protestujących przeciwko listowi 34, wyrażając „protest przeciwko uprawianej na łamach prasy zachodniej oraz na falach dywersyjnej rozgłośni radiowej Wolnej Europy, zorganizowanej kampanii, oczerniającej Polskę Ludową”. W styczniu 1976 r. podpisał list protestacyjny do Komisji Nadzwyczajnej Sejmu PRL przeciwko zmianom w Konstytucji Polskiej Rzeczypospolitej Ludowej.
Od początku lat 80. związany z opozycją. W 1985 r. został zwolniony z PAN po wydaniu w drugim obiegu książki Rozmowy polskie latem 1983, przywrócony do pracy w 1989 r. Współpracował z wydawnictwami podziemnymi oraz z emigracyjnym Instytutem Literackim w Paryżu.
W 1994 otrzymał tytuł naukowy profesora nauk humanistycznych. W 2010 wszedł w skład komitetu poparcia Jarosława Kaczyńskiego w wyborach prezydenckich. W 2011 koncern mediowy Agora – wydawca Gazety Wyborczej – wytoczył Rymkiewiczowi proces za nazwanie jej redaktorów „duchowymi spadkobiercami Komunistycznej Partii Polski”. Pochowany na cmentarzu w Milanówku. 
W 2025 Sejm RP uczcił 90. rocznicę urodzin Jarosława Marka Rymkiewicza, składając mu hołd w uchwale. 

## Twórczość

### Poezja
Rymkiewicz przede wszystkim znany jest ze swej twórczości poetyckiej. W 1957 wydał swój pierwszy tomik wierszy Konwencje. Duże uznanie zdobył zwłaszcza tom Metafizyka z 1963 roku, a także późniejsza twórczość. 
W 2003 roku otrzymał Nagrodę Literacką „Nike” (przyznawaną przez Gazetę Wyborczą i Fundację Agory) za tom poezji Zachód słońca w Milanówku. Poeta nie przyszedł na uroczystość, lecz odebrał nagrodę pieniężną. Tom ten uznano również za najlepszą polską książkę roku.
Jego program poetycki oparty jest na klasycyzmie rozumianym jako odwołanie się do tradycji literackiej i tworzenie na bazie odwołań do jej dorobku tak w sferze formy literackiej, jak i treści czy wątków. Jednak odwołania literackie, na jakich Jarosław Marek Rymkiewicz polega, to nie tradycyjny zestaw symboli sięgający do antyku, ale bogactwo form i charakterystyczne treści epoki baroku. Ten program poetycki wyraził on w książce Czym jest klasycyzm. Manifesty poetyckie z 1967. Zainteresowanie wątkami barokowymi przejawia się w wykorzystywaniu filozoficznych aspektów śmierci, przemijania biologicznego i przemijania w kulturze.

### Eseje historycznoliterackie i historyczne
Drugim najbardziej znanym aspektem jego twórczości, obok poetyckiej, jest eseistyka historycznoliteracka oraz historyczna. W zbiorach esejów poświęconych historii literatury skupia się przede wszystkim na okresie polskiego romantyzmu oraz okolicznościach i szerszym tle życia i twórczości romantyków (Aleksander Fredro jest w złym humorze, Juliusz Słowacki pyta o godzinę).
Ukoronowaniem tych rozważań był pisany ponad 30 lat cykl Jak bajeczne żurawie poświęcony Adamowi Mickiewiczowi, a rozpoczęty tomem Żmut. W kolejnych książkach cyklu Rymkiewicz dzieli się wynikami swoich wieloletnich badań nad życiem i twórczością Mickiewicza, próbując rozwikłać związane z tym niejasności i tajemnice, m.in. młodzieńcze miłości poety, szczegóły romansu z Marylą, proces filomatów, okres emigracyjny czy mistycyzm i działalność Mickiewicza w sekcie towiańczyków. Opierając się na źródłach z epoki podważa wiele przyjętych i uznanych za fakty szczegółów.
Swoistą formą literacką są dwie encyklopedie eseistyczne poświęcone życiu i twórczości poetów (Słowacki, Leśmian), zaś w tomie Przez zwierciadło nie ucieka od rozważań biblijnych i teologicznych.
Drugim, po historii literatury, obszarem zainteresowań zawartych w książkach eseistycznych Rymkiewicza jest historia Polski. Przy czym skupia się on na przełomowych i kryzysowych momentach historii I Rzeczypospolitej (Wieszanie, Reytan, Samuel Zborowski) czy okresu zaborów (Wielki książę) oraz korzysta ze swoich doświadczeń z okresu powstania warszawskiego (Kinderszenen).
W roku 2008 jego książka o insurekcji kościuszkowskiej Wieszanie została nagrodzona Nagrodą Literacką im. Józefa Mackiewicza.

### Tłumaczenia, dramaturgia i proza
Rymkiewicz zajmował się także tłumaczeniem. Tłumaczył m.in. poezję anglo-amerykańską – Thomasa S. Eliota, Wallace Stevensa oraz hiszpańską – Federico García Lorca, Pedro Calderón de la Barca (imitacja Życie snem, 1969).
Jest znany również jako dramaturg (Eurydyka, Odys), tragediopisarz (Kochankowie piekła) i komediopisarz (Ułani), a także autor dwóch powieści (Rozmowy polskie latem 1983 oraz Umschlagplatz).

## Wpływ na kulturę
Grzegorz Braun poświęcił mu film dokumentalny pt. Poeta pozwany (2012). Książki o jego twórczości wydali: Adam Poprawa („Kultura i egzystencja w twórczości Jarosława Marka Rymkiewicza”, 1999), Marzena Woźniak-Łabieniec („Klasyk i metafizyka”, 2002) oraz Grzegorz Marzec („Hermeneuta i historia. Jarosław Marek Rymkiewicz w bakecie”, 2012). W 2012 r. ukazał się wybór publicystki poświęconej Rymkiewiczowi zatytułowany „Spór o Rymkiewicza” pod red. Tomasza Rowińskiego.
Stowarzyszenie Rozwoju Obywatelskiego poświęciło mu Ogólnopolski Konkurs Rymkiewiczowski (ogłoszony na początku 2012), którego finałowi towarzyszyła Konferencja Rymkiewiczowska.
W 2017 roku wybrane wiersze poety zostały dołączone do wykazu lektur szkolnych (dla klas VII-VIII szkoły podstawowej). Pojawiły się jednak głosy krytyczne, argumentujące, że wpis do wykazu lektur był motywowany politycznie. Utwory Rymkiewicza usunięto z wykazu lektur w 2024, co także wywołało krytykę.

## Publikacje

### Zbiory wierszy
Tomiki poetyckie
- Konwencje, 1957 (Wydawnictwo Łódzkie)
- Człowiek z głową jastrzębia, 1960 (Wydawnictwo Łódzkie)
- Metafizyka, 1963 (Wydawnictwo Czytelnik)
- Animula, 1964 (Wydawnictwo Czytelnik)
- Anatomia, 1970 (Wydawnictwo Czytelnik)
- Co to jest drozd, 1973 (Wydawnictwo Czytelnik)
- Thema Regium, 1978 (Wydawnictwo Czytelnik)
- Ulica Mandelsztama i inne wiersze z lat 1979–1983, 1983 (Wydawnictwo Czytelnik)
- Mogiła Ordona i inne wiersze z lat 1979–1984, 1984 (Warszawska Niezależna Oficyna Wydawnicza Poetów i Malarzy „Przedświt”)
- Moje dzieło pośmiertne, 1993 (Wydawnictwo Znak)
- Znak niejasny, baśń półżywa, 1999 (Państwowy Instytut Wydawniczy)
- Zachód słońca w Milanówku, 2002 (Wydawnictwo Sic!)
- Do widzenia gawrony, 2006 (Wydawnictwo Sic!)
- Pastuszek Chełmońskiego, 2014 (Wydawnictwo Sic!)
- Koniec lata w zdziczałym ogrodzie, 2015 (Wydawnictwo Sic!)
- Metempsychoza. Druga księga oktostychów, 2017 (Fundacja Evviva L’arte)[21]

Poezje wybrane
- Wybór wierszy, 1976 (Wydawnictwo Czytelnik)
- Poezje wybrane, 1981 (Wydawnictwo LSW)
- Cicho ciszej. Wybrane wiersze z lat 1963–2002, 2003 (Wydawnictwo Sic!)
- Wiersze polityczne, 2010 (Wydawnictwo Sic!)

### Książki eseistyczne

#### Szkice historycznoliterackie
Cykl mickiewiczowski „Jak bajeczne żurawie”
- Żmut, 1987 (Instytut Literacki – Biblioteka „Kultury”)
- Baket, 1989 (Wydawnictwo Aneks)
- Kilka szczegółów, 1994 (Wydawnictwo Arcana)
- Do Snowia i dalej, 1996 (Wydawnictwo Arcana)
- Głowa owinięta koszulą, 2012 (Wydawnictwo Sic!)
- Adam Mickiewicz odjeżdża na żółtym rowerze, 2018 (Fundacja Evviva L'arte)

Inne
- Czym jest klasycyzm: manifesty poetyckie, 1967 (Państwowy Instytut Wydawniczy)
- Myśli różne o ogrodach, 1968 (Wydawnictwo Czytelnik)
- Aleksander Fredro jest w złym humorze, 1977 (Wydawnictwo Czytelnik)
- Juliusz Słowacki pyta o godzinę, 1982 (Wydawnictwo Czytelnik)
- Przez zwierciadło, 2003 (Wydawnictwo Znak)

Powieści encyklopedyczne
- Mickiewicz. Encyklopedia, 2001 (Horyzont, współautor)
- Leśmian. Encyklopedia, 2001 (Wydawnictwo Sic!)
- Słowacki. Encyklopedia, 2004 (Wydawnictwo Sic!)

#### Szkice historyczne
- Wielki Książę z dodaniem rozważań o istocie i przymiotach ducha polskiego, 1983 (Państwowy Instytut Wydawniczy)
- Wieszanie, 2007 (Wydawnictwo Sic!)
- Kinderszenen, 2008 (Wydawnictwo Sic!)
- Samuel Zborowski, 2010 (Wydawnictwo Sic!)
- Reytan. Upadek Polski, 2013 (Wydawnictwo Sic!)

### Powieści
- Rozmowy polskie latem 1983, 1984 (Instytut Literacki - Biblioteka "Kultury")
- Umschlagplatz, 1988 (Wydawnictwo JMJ)

### Wywiady
- Mickiewicz, czyli wszystko. Z Jarosławem Markiem Rymkiewiczem rozmawia Adam Poprawa, 1994 (Wydawnictwo Open)
- Rozmowy polskie w latach 1995-2008, 2009 (Wydawnictwo Sic!)

### Sztuki teatralne
Dramaty antyczne
- Eurydyka, czyli każdy umiera tak, jak mu wygodniej („Dialog” 9/1957)
- Odys w Berdyczowie („Dialog” 3/1958)

Komedie
- Król w szafie („Dialog” 6/1960)
- Lekcja anatomii profesora Tulpa: według Rembrandta („Dialog” 7/1964)
- Kochankowie piekła: tragifarsa w dwóch aktach wg Calderona, 1972 (Wydawnictwo Czytelnik 1975)
- Król Mięsopust, 1970 (wydana przez Wydawnictwo Łódzkie wraz z komedią Porwanie Europy w 1977)
- Porwanie Europy, 1971 (wydana przez Wydawnictwo Łódzkie wraz z komedią Król Mięsopust w 1977)
- Niebiańskie bliźnięta, 1973 („Dialog” 10/1973)
- Ułani, 1975 (wydane wraz z komedią Dwór nad Narwią jako Dwie komedie przez Wydawnictwo Czytelnik w 1980)
- Dwór nad Narwią, 1979 (wydane wraz z komedią Ułani jako Dwie komedie przez Wydawnictwo Czytelnik w 1980)

### Imitacje
- Kwiat nowy starych romanc, czyli imitacje i przekłady hiszpańskich romances, 1966 (Wydawnictwo Czytelnik)

### Przekłady
Samodzielne
- 44 wiersze i kilka fragmentów Osipa Mandelsztama (także komentarz), 2009 (Wydawnictwo Sic!)
- Wiersze Wallace’a Stevensa (także wybór i słowo wstępne), 1969 (Państwowy Instytut Wydawniczy)
- Federico Garcia Lorca Śpiewak cygańskich romansów (przekład i komentarz) 2011 (Wydawnictwo Sic!)

Zbiorowo
- Trzy baśnie Gustave’a Flauberta (wraz z Renatą Lis), 2009 (Wydawnictwo Sic!)

Imitacje
- Życie jest snem Calderona de la Barki, 1971 (Państwowy Instytut Wydawniczy)
- Księżniczka na opak wywrócona Calderona de la Barki, 1973 (Wydawnictwo Czytelnik)
- Niewidzialna kochanka, czyli Hiszpańskie czary Calderona de la Barki

### Redakcja
Samodzielnie
- Wiersze i powieści poetyckie Adama Mickiewicza, 1998 (Wydawnictwo Świat Książki)
- Wiersze i poematy Juliusza Słowackiego, 1999 (Wydawnictwo Świat Książki)
- Dramaty Juliusza Słowackiego, 1999 (Wydawnictwo Świat Książki)
- Komedie Aleksandra Fredry, 2000 (Wydawnictwo Sic!)
- Komedie; Trzy po trzy; Zapiski starucha Aleksandra Fredry, 2000 (Wydawnictwo Świat Książki)

Zbiorowo
- Mickiewicz. Encyklopedia (wraz z Dorotą Siwicką, Aliną Witkowską oraz Martą Zielińską), 2010 (Wydawnictwo Świat Książki)

### Posłowie, słowo wstępne etc.
- Poezje Artura Międzyrzeckiego (przedmowa), 1980 (Państwowy Instytut Wydawniczy)
- Pan Tadeusz Adama Mickiewicza (przedmowa), 1997 (Wydawnictwo Literackie)
- Dziady Adama Mickiewicza, 1998 (Wydawnictwo Świat Książki)
- Wiersze i powieści poetyckie Adama Mickiewicza, 1998 (Wydawnictwo Świat Książki)
- Wiersze i poematy Juliusza Słowackiego, 1999 (Wydawnictwo Świat Książki)
- Dramaty Juliusza Słowackiego, 1999 (Wydawnictwo Świat Książki)
- Komedie Aleksandra Fredry, 2000 (Wydawnictwo Sic!)
- Komedie; Trzy po trzy; Zapiski starucha Aleksandra Fredry, 2000 (Wydawnictwo Świat Książki)
- Wielka encyklopedia Polski (słowo wstępne w tomie I.), 2004 (Wydawnictwo Ryszard Kluszczyński)

## Odznaczenia, nagrody i wyróżnienia
- w 1989 otrzymał nagrodę literacką ZAiKS-u dla tłumaczy[22]
- finalista Nagrody Literackiej Nike 2000 za tom Znak niejasny, baśń półżywa[23]
- nominowany do Nagrody Literackiej Nike 2002 za książkę Leśmian. Encyklopedia[24]
- w 2003 został laureatem Nagrody Literackiej Nike za tom wierszy Zachód słońca w Milanówku[25]
- nominowany do Nagrody Literackiej Nike 2005 za książkę Słowacki. Encyklopedia[26]
- w 2008 otrzymał Nagrodę Literacką im. Józefa Mackiewicza za książkę Wieszanie[27]
- nominowany do Nagrody Literackiej Gdynia 2008 za książkę Wieszanie[28]
- w 2010 został odznaczony Złotym Medalem „Zasłużony Kulturze Gloria Artis”[29]
- nominowany do Nagrody Literackiej Nike 2011 za książkę Samuel Zborowski[30]
- nominowany do Nagrody Literackiej Gdynia 2011 w kategorii eseistyka za książkę Samuel Zborowski[31]
- w styczniu 2012 „Gazeta Polska” przyznała mu tytuł „Człowieka Roku 2011”[32]
- laureat Nagrody Człowiek Wolności tygodnika „W Sieci” za rok 2014[33]
- w kwietniu 2015 został laureatem Nagrody Literackiej m.st.Warszawy w kategorii „Warszawski twórca” (za całokształt twórczości), ale odmówił przyjęcia nagrody (100 tys. zł), która została w tych okolicznościach przeznaczona na stypendia dla młodych literatów[34]
- finalista Nagrody Poetyckiej Orfeusz w 2015 za tom Pastuszek Chełmońskiego[35]
- w 2015 jego książka pt. Pastuszek Chełmońskiego (Wydawnictwo Sic!, Warszawa 2014) została nominowana do Nagrody Literackiej i Historycznej Identitas[36]
- laureat Nagrody Literackiej im. Juliana Tuwima w 2015 za całokształt twórczości[37]
- laureat Nagrody Poetyckiej Orfeusz w 2016 za tom Koniec lata w zdziczałym ogrodzie[38]
- laureat nagrody im. Lecha Kaczyńskiego w 2016[39]
- laureat Dorocznej Nagrody Ministra Kultury i Dziedzictwa Narodowego przyznanej przez ministra Piotra Glińskiego za całokształt twórczości[40].
- laureat Nagrody Identitas 2016 za tom Koniec lata w zdziczałym ogrodzie[41]
- laureat Nagrody Mediów Publicznych w 2019 w kategorii słowo[42]